# مؤشر مستوى الخدمة
مؤشر مستوى الخدمة (اختصارًا SLI) هو مصطلحٌ في تقانة المعلومات، ويُعد مقياسًا لمستوى الخدمة التي يقدمها مُقدِّم الخدمة للعميل. تُشكِّل مؤشرات مستوى الخدمة أساس أهداف مستوى الخدمة (SLOs)، والتي تُشكِّل بدورها أساس اتفاقيات مستوى الخدمة (SLAs)، ويُمكن تسمية مؤشر مستوى الخدمة بمقياس اتفاقية مستوى الخدمة (SLA metric) (أو مقياس خدمة العملاء، أو ببساطة مقياس الخدمة).
على الرغم من اختلاف الخدمات المُقدَّمة من نظامٍ لآخر، إلا أنه غالبًا ما تُستخدم مؤشرات مستوى الخدمة الشائعة. تشمل مؤشرات مستوى الخدمة الشائعة التلبث، والإنتاجية، والتوافر، ومعدل الخطأ، وتشمل مؤشراتٍ أخرى مثل المتانة (في أنظمة التخزين)، وزمن الوصول الشامل (لأنظمة معالجة البيانات المُعقَّدة) والدقة.